# Skalka (Nízké Tatry, 1980 m)
Skalka (1980 m n. m.) je hora v Nízkých Tatrách na Slovensku. Nachází se asi 10 km severně od vsi Dolná Lehota na území okresu Brezno v Banskobystrickém kraji. Leží v jižní rozsoše vrcholu Kotliská (1937 m), od kterého je oddělena bezejmenným sedlem (1865 m). Další sedlo (1783 m) ji na jihozápadě odděluje od vrcholu Žiarska hoľa (1841 m). Z vrcholu vybíhá jihovýchodním směrem ještě další klesající hřbet zakončený vrcholem Snožka (1378 m). Severozápadní svahy hory spadají do horní části Lomnisté doliny, severovýchodní do horní části Vajskovské doliny a pod jižními svahy pramení potok Dve Vody. Hora je budována převážně diority a granodiority, na jižní straně se pak objevují i krystalické břidlice. Celé území je od roku 1997 součástí Národní přírodní rezervace Skalka o rozloze 2660 ha. Kromě introdukovaného kamzíka horského zde žije svišť horský, medvěd hnědý, rys ostrovid a další. Původní kosodřevinové porosty byly v minulosti nahrazeny travnatými holemi, kde nyní roste množství chráněných rostlin, například zlatobýl obecný alpinský, koniklec bílý či netřeskovec výběžkatý tatranský.

## Přístup
- po žluté  značce z rozcestí Strmý vŕštek nad Dolnou Lehotou
- po žluté  značce od vrcholu Kotliská